# Белемниты
Белемни́ты или белемнитиды (лат. Belemnitida, от др.-греч. βέλεμνον (белемнон) — «метательный снаряд»), — отряд вымерших головоногих моллюсков из подкласса двужаберных. Хищники, вероятно, хорошо плавали; имели плавники, крупные глаза, роговые челюсти и чернильный мешок. На щупальцах были крючки. Внутри тела белемнита был массивный карбонатный ростр, похожий на наконечник стрелы. С этими рострами, часто встречающимися в мезозойских отложениях, и связано название отряда.
Белемниты были очень многочисленны в юрском и меловом периодах. Древнейшие известные (на 2014 год) их находки относятся к началу юрского периода (Schwegleria и форма, близкая к Subhastites, геттангский век), а возможно, и к позднему триасу (сем. Sinobelemnitidae, карнийский век). Некоторые авторы относили к белемнитам и ряд форм из карбона и перми, но впоследствии их перенесли в другие отряды. Вымерли белемниты, вероятно, на границе мела и палеогена, но высказывались и предположения о принадлежности к ним некоторых эоценовых форм (Bayanoteuthis, Styracoteuthis).

## Строение

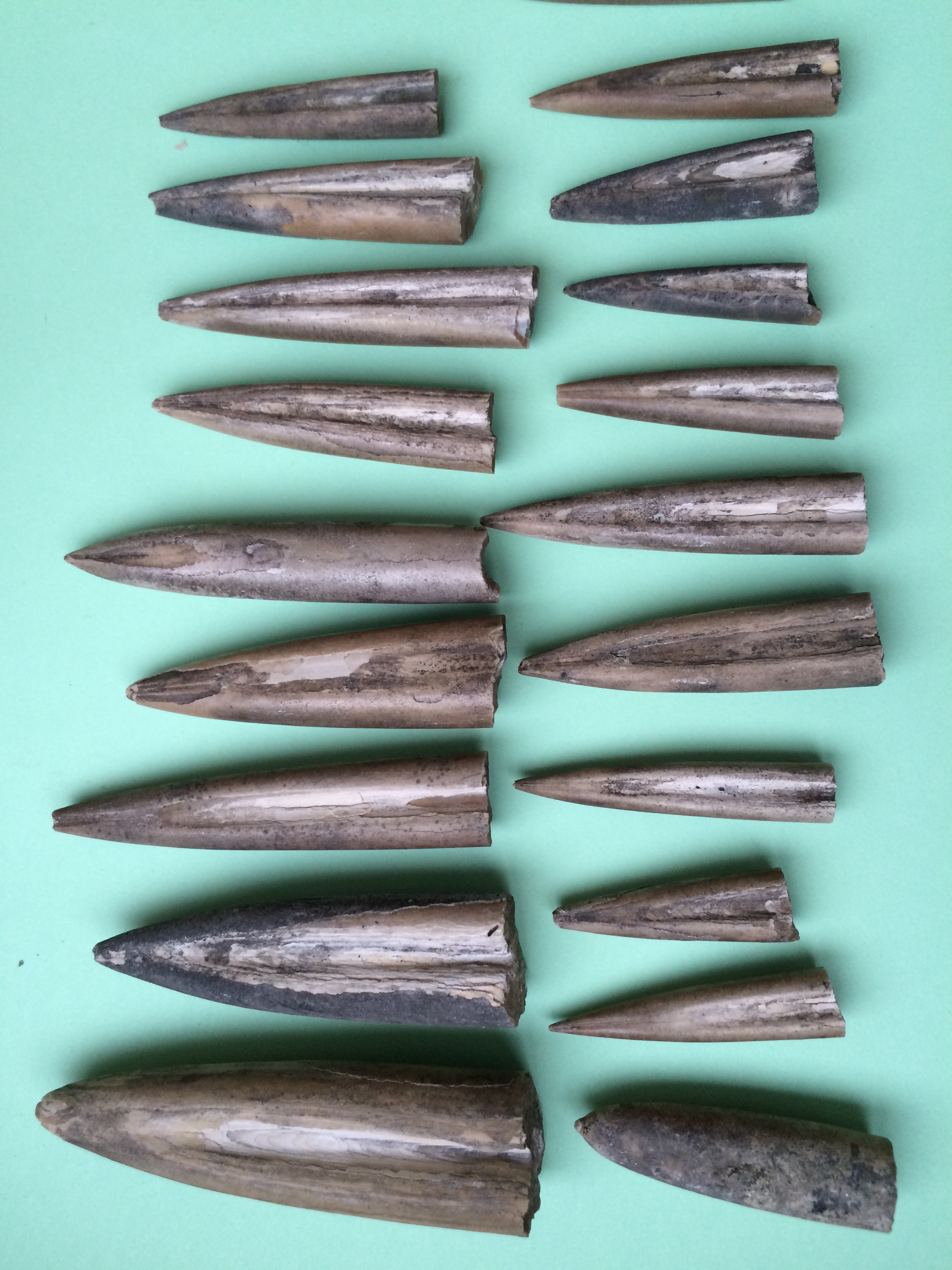
Ростры белемнитов (Москва)

Внешне белемниты были похожи на кальмаров, но, в отличие от них, имели настоящую внутреннюю раковину, состоящую из трёх частей:
1. Фрагмокон — средняя часть в форме полого конуса с перегородками. На его наружной поверхности видны струйки нарастания. На вершине конуса имеется начальная «зародышевая» камера в виде пузырька. Фрагмокон соответствует всей раковине ортоцераса.
2. Проостракум — спинной длинный и тонкий пластинчатый (или листовидный) выступ задней части стенки фрагмокона.
3. Ростр — задняя заострённая цилиндрическая, коническая или веретенообразная часть с коническим углублением для удержания задней части фрагмокона.

Протоконх (зародышевая раковина) шарообразный. Сифон краевой, прилежащий к брюшной стороне.

### Индивидуальное развитие
В начале своего развития белемниты имели раковину с перегородками и сифоном (зародышевый пузырёк, как жилая камера у наутилуса). В дальнейшем, даже у молодых животных, известковая раковина оказывается заключённой внутри быстро растущих мягких частей тела. Подобная внутренняя раковина имеется у современных каракатиц.
Для некоторых белемнитов (род Hibolithes и представители семейств Hastitidae, Polyteuthidae и Belemnitellidae) предполагается наличие полового диморфизма, который проявляется в различном положении центра тяжести ростра.

### Ископаемые остатки

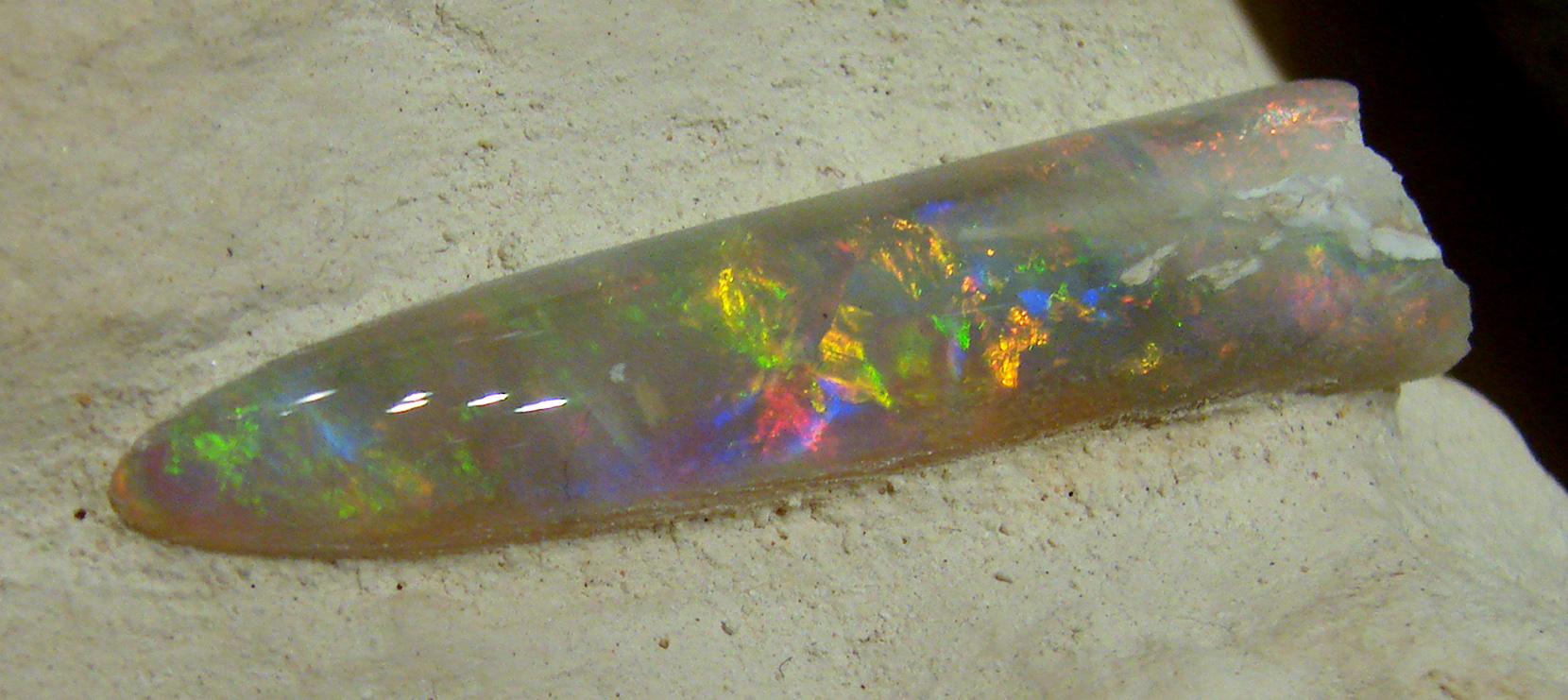
Ростр, замещённый опалом

Наиболее часто окаменелые остатки белемнитов встречаются в морских юрских и меловых отложениях.
Лучше всего в ископаемом состоянии сохраняется ростр белемнитов — наиболее прочная часть внутренней раковины. В длину ростры достигали 15—20 см (из среднеюрских отложений Европы известен вид Megateuthis gigantea, длина ростра которого достигала 50 см, а общая длина тела белемнита могла доходить до 3 м).
Ростр живого белемнита служил своеобразным внутренним скелетом. Он состоял из лучеобразно расходящихся игл кальцита. Его нарастание шло снаружи, что доказывает его внутреннее расположение. Бороздки на ростре соответствовали местам прикрепления плавников.
В окаменелых остатках вещество ростра замещается на различные формы кремнезёма, кварца, кальцита, встречаются переливающиеся опалы.
Проостракум — очень тонок, хрупок и редко сохраняется. Его задний конец заострён.
В исключительных случаях находят отпечатки мягкого тела белемнитов.
В связи с широким распространением, обилием видов, а также их быстрой сменой во времени белемниты служат руководящими ископаемыми для юрских и меловых отложений.
Поскольку ростры белемнитов издавна привлекали внимание людей, они нашли отражение в фольклоре. Иногда их связывали с ударами молний и с богами-громовержцами. В одних местностях их называли пальцами дьявола, а в других — бога, Богоматери или святого Петра и, соответственно, считали, что они могут лечить от болезней. Существовало представление, что ростры белемнитов благодаря своей прямой, стройной форме излечивают ревматизм, деформирующий пальцы. Практиковалось и «лечение» от заболеваний глаз: ростр растирали в порошок и вдували его в глаза — что, разумеется, могло только усугубить ситуацию. В различных местностях белемнитами пытались лечить и от множества других болезней.
Некоторые головоногие моллюски, например, юрский Belemnotheutis, не являются белемнитами, а только похожи на них благодаря наличию конического ростра.

## Образ жизни

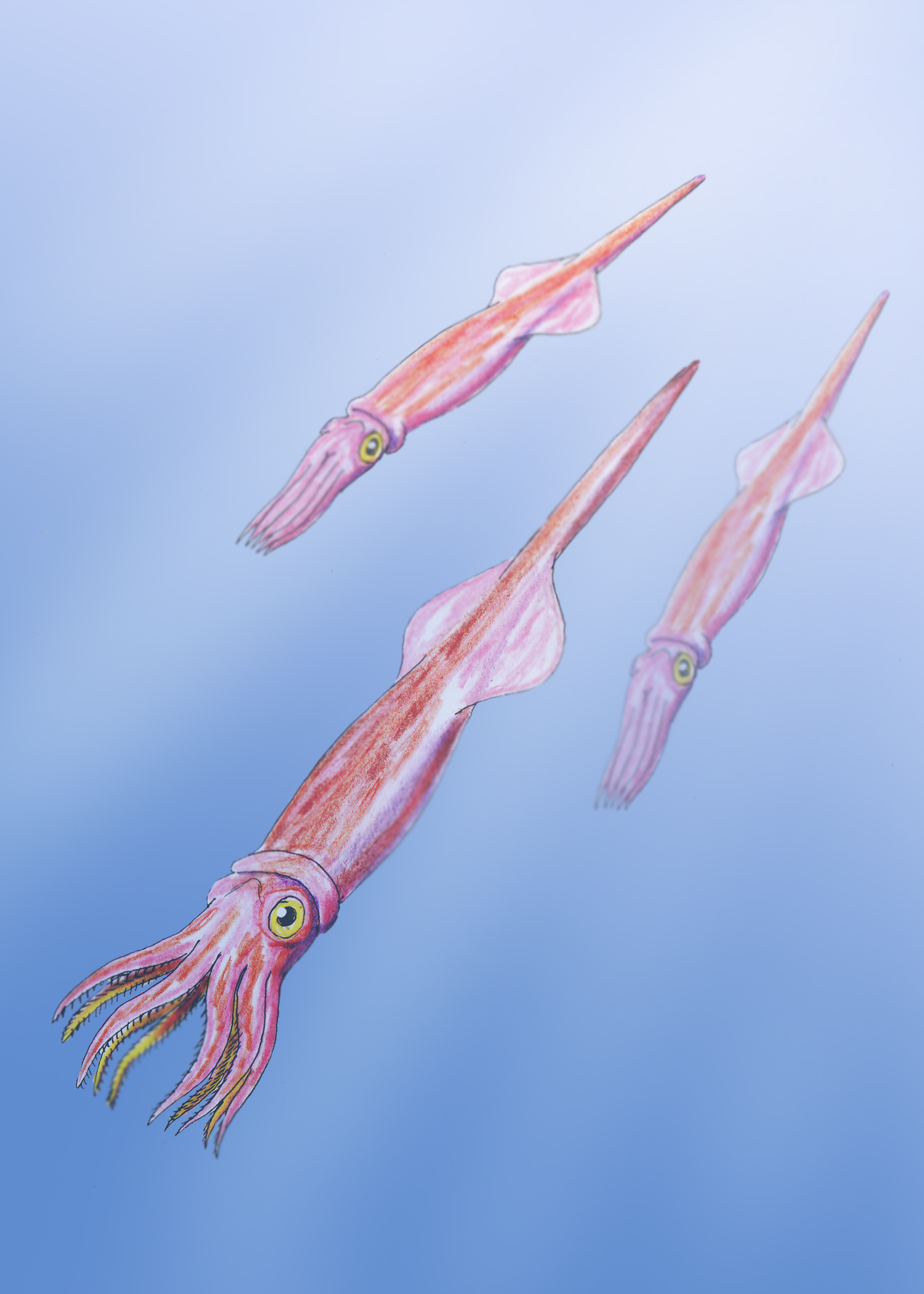
Реконструкция белемнита

Белемниты были хищниками с торпедообразной формой тела. Они плавали хвостом вперёд (подобно кальмарам).
Разные виды белемнитов обитали в разнообразных областях морей и океанов:
- прибрежная зона
- открытое море — большинство активные пловцы, некоторые — планктон.
- на дне — бентос (но не на больших глубинах) — разрывали дно остриём своего ростра[источник не указан 2946 дней].

## Названия и термины
В XIX веке считалось, что все белемниты относятся к одному роду Belemnites — так возникло название всей группы, в широком смысле.
Народное название ростров белемнитов в России — «чёртов палец».
В других странах их называют «громовая стрела» или «отметина от удара молнии» (англ. thunder-bolts), а также «стрелы Перуна». Дело в том, что окаменелые остатки белемнитов похожи на фульгуриты — образования, появляющиеся в песке от удара молнии.

## Классификация
Отряд Белемниты (Belemnitida)
- Подотряд Belemnitina
  - Cylindroteuthidae
  - Hastitidae
  - Oxyteuthidae
  - Passaloteuthidae
  - Salpingoteuthidae
- Подотряд Belemnopseina
  - Belemnitellidae
  - Belemnopseidae
  - Dicoelitidae
  - Dimitobelidae
- Подотряд Belemnotheutina
  - Belemnotheutidae
  - Chitinobelidae
  - Sueviteuthidae
- Подотряд Pachybelemnopseina
  - Duvaliidae
  - Mesohibolitidae

Наиболее распространённые рода:

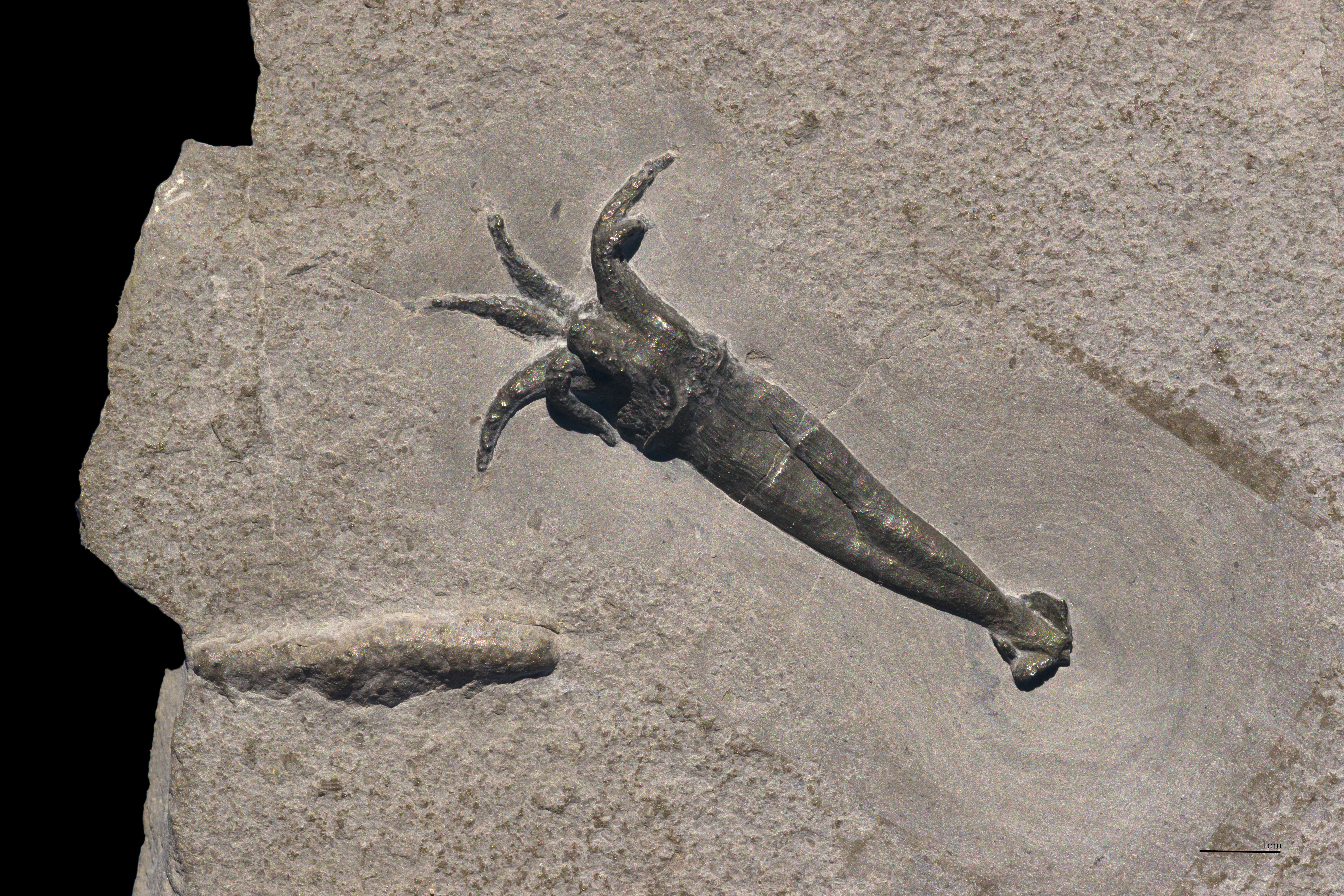
Rhomboteuthis lehmani

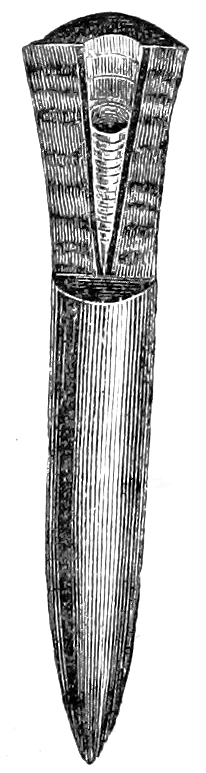
Ростр

- Aulacoceras Hauer (название от греч. «борозда» и «рог»), цилиндрический с длинной брюшной щелью и тонкой (хрупкой) передней частью ростра — средний и верхний триас, Западная Европа, Индонезия, Канада.
- Cylindroteuthis Bayle (название от греч. «цилиндр» и «раковина»), длинный ростр — верхняя юра, встречается почти повсеместно.
- Pachyteuthis Bayle (название от греч. «толстый» и «раковина»), с коротким толстым ростром и короткой срединной бороздкой — поздняя юра и нижний мел, встречается почти повсеместно.
- Hibolites Montfort — нижний мел, Крым, Кавказ, Туркменистан, Карпаты, Донецкий каменноугольный бассейн.
- Neohibolites Stolley — нижний мел, юг бывшего СССР.
- Duvalia Bayle — нижний мел, Крым, Кавказ.
- Actinocamax Miller — верхний мел, встречается почти повсеместно.
- Belemnitella Orbigny (название от греч. «стрела» и уменьшительное окончание), цилиндрический ростр, вершина закруглённая с шипом — верхний мел, встречается почти повсеместно.